# The World Violation Tour
Il World Violation Tour è stato un tour musicale del gruppo inglese dei Depeche Mode intrapreso durante il 1990 per promuovere il settimo album in studio della band Violator. 

## Descrizione
Il tour ha compreso tre legs: la prima, cominciata il 28 maggio al Civic Centre di Pensacola è perdurata fino al 5 agosto comprendendo un totale di 43 concerti, tra cui quello memorabile al Giants Stadium di East Rutherford davanti a 42.000 spettatori, e i due al Dodger Stadium di Los Angeles davanti a 96,350 persone; la seconda, cominciata il 31 agosto all'Hordern Pavilion di Sydney (luogo in cui la band si esibisce per la prima volta), ha fatto registrare sold out in Australia e Giappone per un totale di 7 concerti; l'ultima è quella europea, cominciata il 28 settembre al Forest National di Bruxelles e terminata il 27 novembre al National Exhibition Centre di Birmingham.
Assieme al Devotional Tour è l'unico tour dei Depeche Mode dove sono state eseguite tutte le canzoni dell'album che promuove.

## Scaletta
1. Kaleid (intro)
2. World in My Eyes
3. Halo
4. Shake the Disease
5. Everything Counts
6. Master and Servant
7. Never Let Me Down Again
8. Waiting for the Night
9. I Want You Now/Here Is the House/Little 15
10. World Full of Nothing/Sweetest Perfection/Blue Dress
11. Clean
12. Stripped
13. Policy of Truth
14. Enjoy the Silence
15. Strangelove
16. Personal Jesus
17. Black Celebration
18. A Question of Time
19. Behind the Wheel
20. Route 66

## Date
| Data         | Città             | Paese       | Luogo                                         | Note |
| ------------ | ----------------- | ----------- | --------------------------------------------- | ---- |
| Nord America |                   |             |                                               |      |
| 28/05/1990   | Pensacola         | Stati Uniti | Civic Centre                                  |      |
| 30/05/1990   | Orlando           | Stati Uniti | Orlando Arena                                 |      |
| 31/05/1990   | Miami             | Stati Uniti | Miami Arena                                   |      |
| 02/06/1990   | Tampa             | Stati Uniti | Sun Dome                                      |      |
| 04/06/1990   | Atlanta           | Stati Uniti | Lakewood Amphitheatre                         |      |
| 06/06/1990   | Columbia          | Stati Uniti | Merriweather Post Pavilion                    |      |
| 08/06/1990   | Saratoga Springs  | Stati Uniti | Saratoga Performing Arts Center               |      |
| 09/06/1990   | Mansfield         | Stati Uniti | Great Woods Center                            |      |
| 10/06/1990   | Mansfield         | Stati Uniti | Great Woods Center                            |      |
| 13/06/1990   | Filadelfia        | Stati Uniti | The Spectrum                                  |      |
| 14/06/1990   | Filadelfia        | Stati Uniti | The Spectrum                                  |      |
| 16/06/1990   | East Rutherford   | Stati Uniti | Giants Stadium                                |      |
| 18/06/1990   | New York City     | Stati Uniti | Radio City Music Hall                         |      |
| 21/06/1990   | Montréal          | Canada      | Forum de Montréal                             |      |
| 22/06/1990   | Toronto           | Canada      | Canadian National Exhibition Stadium          |      |
| 24/06/1990   | Burgettstown      | Stati Uniti | Starlake Amphitheater                         |      |
| 25/06/1990   | Cincinnati        | Stati Uniti | Riverbend Music Center                        |      |
| 26/06/1990   | Cuyahoga Falls    | Stati Uniti | Blossom Music Center                          |      |
| 28/06/1990   | Clarkston         | Stati Uniti | Pine Knob Music Theatre                       |      |
| 29/06/1990   | Clarkston         | Stati Uniti | Pine Knob Music Theatre                       |      |
| 30/06/1990   | Milwaukee         | Stati Uniti | Marcus Amphitheater                           |      |
| 02/07/1990   | Tinley Park       | Stati Uniti | World Music Theatre                           |      |
| 03/07/1990   | Tinley Park       | Stati Uniti | World Music Theatre                           |      |
| 05/07/1990   | The Woodlands     | Stati Uniti | Cynthia Woods Mitchell Pavilion               |      |
| 06/07/1990   | The Woodlands     | Stati Uniti | Cynthia Woods Mitchell Pavilion               |      |
| 08/07/1990   | Dallas            | Stati Uniti | Starplex Amphitheatre                         |      |
| 09/07/1990   | Dallas            | Stati Uniti | Starplex Amphitheatre                         |      |
| 11/07/1990   | Morrison          | Stati Uniti | Red Rocks Amphitheatre                        |      |
| 12/07/1990   | Morrison          | Stati Uniti | Red Rocks Amphitheatre                        |      |
| 14/07/1990   | Calgary           | Canada      | Olympic Saddledome                            |      |
| 16/07/1990   | Vancouver         | Canada      | Pacific Coliseum                              |      |
| 18/07/1990   | Portland          | Stati Uniti | Memorial Coliseum                             |      |
| 20/07/1990   | Mountain View     | Stati Uniti | Shoreline Amphitheatre                        |      |
| 21/07/1990   | Mountain View     | Stati Uniti | Shoreline Amphitheatre                        |      |
| 22/07/1990   | Sacramento        | Stati Uniti | Cal Expo Amphitheatre                         |      |
| 25/07/1990   | Salt Lake City    | Stati Uniti | Salt Palace                                   |      |
| 27/07/1990   | Phoenix           | Stati Uniti | Veterans Memorial Coliseum                    |      |
| 28/07/1990   | San Diego         | Stati Uniti | San Diego Sports Arena                        |      |
| 29/07/1990   | San Diego         | Stati Uniti | San Diego Sports Arena                        |      |
| 31/07/1990   | San Diego         | Stati Uniti | San Diego Sports Arena                        |      |
| 01/08/1990   | Universal City    | Stati Uniti | Universal Amphitheatre                        |      |
| 04/08/1990   | Los Angeles       | Stati Uniti | Dodger Stadium                                |      |
| 05/08/1990   | Los Angeles       | Stati Uniti | Dodger Stadium                                |      |
| Oceania      |                   |             |                                               |      |
| 31/08/1990   | Sydney            | Australia   | Hordern Pavilion                              |      |
| Asia         |                   |             |                                               |      |
| 04/09/1990   | Fukuoka           | Giappone    | Shimin Kaikan                                 |      |
| 06/09/1990   | Kōbe              | Giappone    | World Kinen Hall                              |      |
| 08/09/1990   | Kanazawa          | Giappone    | Ishikawa Koseinenkin Hall                     |      |
| 09/09/1990   | Nagoya            | Giappone    | Nagoya Shi Kokaido                            |      |
| 11/09/1990   | Tokyo             | Giappone    | Nippon Budokan                                |      |
| 12/09/1990   | Tokyo             | Giappone    | Nippon Budokan                                |      |
| Europa       |                   |             |                                               |      |
| 28/09/1990   | Bruxelles         | Belgio      | Forest National                               |      |
| 29/09/1990   | Dortmund          | Germania    | Westfalenhallen                               |      |
| 30/09/1990   | Dortmund          | Germania    | Westfalenhallen                               |      |
| 02/10/1990   | Copenaghen        | Danimarca   | Valby-Halle                                   |      |
| 03/10/1990   | Copenaghen        | Danimarca   | Valby-Halle                                   |      |
| 05/10/1990   | Göteborg          | Svezia      | Scandinavium                                  |      |
| 06/10/1990   | Stoccolma         | Svezia      | Stockholm Globe Arena                         |      |
| 08/10/1990   | Francoforte       | Germania    | Festhalle                                     |      |
| 09/10/1990   | Hannover          | Germania    | Messehalle                                    |      |
| 11/10/1990   | Lione             | Francia     | Halle Tony-Garnier                            |      |
| 12/10/1990   | Zurigo            | Svizzera    | Hallenstadion                                 |      |
| 14/10/1990   | Francoforte       | Germania    | Festhalle                                     |      |
| 15/10/1990   | Stoccarda         | Germania    | Hanns-Martin-Schleyer-Halle                   |      |
| 17/10/1990   | Monaco di Baviera | Germania    | Olympiahalle                                  |      |
| 21/10/1990   | Parigi            | Francia     | Palais Omnisports de Paris-Bercy              |      |
| 22/10/1990   | Parigi            | Francia     | Palais Omnisports de Paris-Bercy              |      |
| 23/10/1990   | Parigi            | Francia     | Palais Omnisports de Paris-Bercy              |      |
| 25/10/1990   | Liévin            | Francia     | Stade Couvert Régional                        |      |
| 26/10/1990   | Rotterdam         | Paesi Bassi | Ahoy Rotterdam                                |      |
| 28/10/1990   | Amburgo           | Germania    | Alsterdorfer Sporthalle                       |      |
| 29/10/1990   | Amburgo           | Germania    | Alsterdorfer Sporthalle                       |      |
| 31/10/1990   | Berlino           | Germania    | Deutschlandhalle                              |      |
| 01/11/1990   | Berlino           | Germania    | Deutschlandhalle                              |      |
| 03/11/1990   | Strasburgo        | Francia     | Rhenus Sport                                  |      |
| 05/11/1990   | Barcellona        | Spagna      | Palau Sant Jordi                              |      |
| 07/11/1990   | Madrid            | Spagna      | Palacio de Deportes de la Comunidad de Madrid |      |
| 09/11/1990   | Marsiglia         | Francia     | Palais des Sports                             |      |
| 11/11/1990   | Milano            | Italia      | PalaTrussardi                                 |      |
| 12/11/1990   | Roma              | Italia      | PalaEur                                       |      |
| 14/11/1990   | Bordeaux          | Francia     | Patinoire de Mériadeck                        |      |
| 15/11/1990   | Bordeaux          | Francia     | Patinoire de Mériadeck                        |      |
| 17/11/1990   | Brest             | Francia     | Parc du Penfeld                               |      |
| 19/11/1990   | Londra            | Regno Unito | Wembley Arena                                 |      |
| 20/11/1990   | Londra            | Regno Unito | Wembley Arena                                 |      |
| 22/11/1990   | Birmingham        | Regno Unito | National Exhibition Centre                    |      |
| 23/11/1990   | Londra            | Regno Unito | Wembley Arena                                 |      |
| 26/11/1990   | Birmingham        | Regno Unito | National Exhibition Centre                    |      |
| 27/11/1990   | Birmingham        | Regno Unito | National Exhibition Centre                    |      |

## Incassi e vendite del tour
| Luogo          | Città       | Biglietti venduti/Disponibili | Incasso    |
| -------------- | ----------- | ----------------------------- | ---------- |
| Dodger Stadium | Los Angeles | 96,350 / 96,350 (100%)        | $2,408,750 |
| TOTALE         | TOTALE      | 96,350 / 96,350 (100%)        | $2,408,750 |

## Musicisti
- Dave Gahan - voce
- Martin Gore - sintetizzatori, campionatori, chitarra, cori, voce
- Andy Fletcher - sintetizzatori, campionatori, cori
- Alan Wilder - sintetizzatori, campionatori, batteria, cori